# Kanton Perpignan-1
Perpignan-1 is een kanton van het Franse departement Pyrénées-Orientales. Het kanton maakt deel uit van het arrondissement Perpignan.
Het kanton omvat uitsluitend een deel van de gemeente Perpignan.
Na de herindeling van de kantons bij decreet van 26 februari 2014, met uitwerking op 22 maart 2015, omvat het kanton een ander ( noordelijk) deel van deze gemeente.